# Mário Altino Correia de Araújo
Mário Altino Correia de Araújo foi um político brasileiro, eleito deputado federal pelo Distrito Federal na legenda do Partido Trabalhista Brasileiro (PTB), tendo feito sua campanha em defesa dos funcionários públicos. Faleceu, contudo, no ano de 1954, em pleno exercício do mandato.

## Biografia
Mário Altino Correia de Araújo nasceu na cidade brasileira do Recife no dia 30 de abril de 1896, filho de Francisco Altino Correia de Araújo e de Maria Madalena Correia de Araújo.